# Namninsamling på Åland 1917
En namninsamling som ordnades på Åland julhelgen 1917 (25–28 december). Enligt Ålandsrörelsen så var det 95 % av den myndiga närvarande åländska befolkningen som hade deltagit och gett fullmakt till en åländsk deputation att överlämna namninsamlingen till den svenska kungen Gustav V.

## Bakgrund

### Sommaren 1917
Ålänningarna Jan Sundberg och Nandor Stenlid-Johansson, som hade spionerade på ryssarnas aktiviteter på Åland för tyska marinens räkningen, arbetade samtidigt tätt ihop med den svenska generalstaben. De hade hört rykten på den svenska generalstaben att Sverige skulle få Åland som betalning av Ryssland som ville säkerställa varuleveranser till sig via Östersjön. Ryssland var stukade efter den första ryska revolutionen några månader tidigare.
Sundberg och Stenlid-Johansson skickade brev hem till Åland från Stockholm i slutet av augusti, där de beskrev idén med att anordna en folkadress (namninsamling) som skulle delges till den svenska kungen. Breven kom aldrig fram till Åland utan fastnade hos Jan Sundbergs jägarkompisar i Helsingfors. Den 20 augusti på Åland hölls ett möte på Folkhögskolan i Finström där några utvalda personer i kretsen runt Carl Björkman diskuterade om hur de såg på framtiden för Ålands del. Björkman hade fungerat som centralperson på Åland för den tyska spionringen där bland annat Sundberg och Stenlid-Johansson ingick. Från Ålandsrörelsens sida kallade man detta möte för ett kommunal tmöte med bred förankring för den åländska viljan, men det finns inte några kommunala protokoll där delegaterna skulle ha blivit nominerade. Det är nog som Gyrid Högman konstaterade i sin avhandling, att delegaterna var handplockade av Björkman och Johannes Eriksson. Gruppen skrev ett protokoll där man vädjade till Sverige att Åland ville återförenas med dem. Detta protokoll skulle föras över, men det tog ända till mitten av oktober innan Stenlid-Johansson fick över protokollet till sin arbetsplats svenska Generalstaben.

### Hösten 1917
Hela september gick åt att för Ålandsrörelsens innersta krets att säkerställa att Julius Sundblom kunde återväljas till den finska Lantdagen. Detta frustrerade Sundberg och Stenlid-Johansson som väntade i Stockholm. För att få något att hända skickade de på nytt ett brev att de ville ha en åländsk namninsamling. Denna gång gick brevet fram till Carl Björkman, som inte kunde ordna en namninsamling, men däremot försöka få över protokollet från den 20 augusti. Under oktober månad gjorde Johannes Eriksson några försök att fara över med protokollet, men de misslyckades och det var slutligen den vane kuriren Stenlid-Johansson som lyckades.  
I november skedde den andra ryska revolutionen och möjliggjorde samtidigt att Finland kunde bryta sig loss från det ryska riket och några veckor senare utropa sig självständiga. Allt detta förändrade förutsättningarna för svenskarna, som hade velat få Åland tillbaka efter att man tappade Åland till Ryssland efter det finska krigets avslut 1809. Alla parter i Östersjön kände till Sveriges önskan och använde Åland som lockbete för att få Sverige att överge sin neutralitetspolitik. Ett annat resultat av de ryska revolutionerna var att Tyskland och Ryssland närmade sig en separatfred.

### December 1917
Tyskland erbjöd Åland till Sverige två gånger under hösten 1917. Första gången i mitten på november och sedan en andra gång den 17 december när Tyskland och Ryssland hade ingått vapenstillestånd. Tyskarna hade inget krav på att Sverige denna gång skulle alliera sig med Tyskland, men de ville ha ett bevis på att ålänningarna ville höra till Sverige. Detta diskuterades dagen efter i Hemliga utskottet och beslutet blev nej. Svenskarna hade helt enkelt inget bevis på någon namninsamling från ålänningarna. Den 19 december på Åland hade Ålands Vänner R.f. ett möte och skulle bestämma sig hur man såg på återföreningen med Sverige. Med på möte var hela Ålandsrörelsens innersta krets och fast namninsamlingen började 6 dagar senare så nämnee man inte den med ett enda ord. Sedan hände saker i snabb takt på svenska sidan, en av högerledarna Sam Clason träffade Nandor Stenlid-Johansson den 23 december och sa åt honom att för guds skull res hem och ordna en folkadress. Dessutom hade Julius Sundblom som kommit tillbaka från Helsingfors till Åland för julledigheten setts med ett brev från Sverige med samma budskap.

## Insamlingen
Det finns inte många vittnesmål om hur det gick till vid namninsamlingen under julhelgen 1917 och ingenting om hur man tryckte upp namnlistorna. Till saken hör att de kan inte ha varit tryckta på Åland eftersom det specifika typsnittet som användes inte fanns på Ålandstidningens tryckeri.
Det var hela 128 olika listor som byarnas starka män gick ut med under julhelgen och försökte få in namn. Det fanns säkert olika sätt som insamlarna användes sig av vid insamlingarna.

### Vittnesmål
Ett av de få samtida vittnesmålen från Ålandsrörelsen gjordes av Nandor Stenlid-Johansson som berättar: 
“att man stannade vid dörren tills man blev insläppt och erbjöds plats att sitta. Sedan pratade man om att det var vanskliga tider och om hur dyra  fiskeredskapen är. Först efter allmänt prat så kom man till ärendet och visade listan. Ja sade folket, vi skriver nog under. Det är ju ingen skuldsedel!”
Det fanns dock andra vittnesmål: Kyrkoherden Karl Mosander beskriver insamlingens tillvägagångssätt och enligt honom var det både “lock och pock”.
Johannes Holmberg berättar att han  fick en lista på julen och gick runt med den, men ingen var villig att skriva på eftersom han själv inte hade skrivit under. Holmberg lämnade över listan till en annan Getabo, som var för återförening med Sverige, och att han fick Getabornas namnunderskrifter. Både Mosander och Holmberg var emot en återförening.
Mosanders version får dock stöd från tre brevskrivare från Åland som publicerades i den finska socialdemokratiska och svenskspråkiga tidningen Arbetet.
I ett brev från Prästö, daterat den 4 jan 1918, 
berättar en infödd ålänning i en ton som låter den heliga förtrytelsen skymta fram, att man “narrat” ej endast de som för tillfället bor på Åland att skriva under, utan de har narrat dem att också skriva dit sina släktingar, bröder, systrar och barn, hustrur sina män, som ej på många år bott på Åland och om vilka man inte vet. om devlevat eller är döda. Man frestar med alla möjliga förmåner och försöker på allt sätt övertala folk, att de ej skal! höra till ett fritt Finland.
l ett annat brev, daterat i Degerby den 5 januari,
påpekar brevskrivaren, huru man försökt skrämma ålänningarna med att måla ut för dem huru farligt det blev att tillhöra ett land, där “huliganismen” florerar så fritt som i Finland. Han gör i detta sammanhang en slående jämförelse, som det kan vara skäl att återge. Så här skriver han: “Man frågar varför inte alla ålänningar är ense om att skilja sig från de finska huliganerna för att skydda det heliga Åland från anarkins smitta, det heliga och joddarfria Åland, där jobberiet dagligen tycks tilltaga, i all synnerhet jobberiet med petroleum, som sändes lasttals över till Sverige. Bleve Åland fritt så kunde man få föra in konjak och sprit och jobba på finska kusten. Det bleve en skön inkomst". 
Samma korrespondent skriver ytterligare: “Man försöker inbilla folk att det blir så stora utgifter att tillhöra Finland om det blir självständigt”. Han bemöter detta påstående och erinrar därom, att föreningen med Sverige åtminstone tillsvidare skulle innebära förlust av rösträtten för kvinnan och den lösa befolkningen samt att därmed också inträdet i en efter preussiskt mönster disciplinerad militär skulle hägra för våra ynglingar.
I ett tredje ålandsbrev, detta från Saltvik, heter det bl. a.:
"Här har under de senaste dagarna personer gått omkring med listor. Det gällde att ha en »lidande gång», ty saken brådskade. Man skulle ha namnteckningar under fullmakter för förtroendemän, som valts att till svenska kungen och riksdagen framför ålänningarnas önskan, att deras öar måtte förenas med, Sveriges rike. Jag kommer icke ihåg ordagrant, men så ungefär står det på pappret. Och fort skulle det gå, inga funderingar, dit med namnet bara! Var någon så enfaldig, att han icke hade sin Sverige-längtan klar för sig så fick han veta: “Det här är enda utvägen att rådda livet undan de finska huliganernas anslag. De har hotat att komma hit över, så snart det blir is och slå ihjäl oss allesamman.” Eller också underrättas man dem om att i Sverige har man mycket mindre “utskylder” att betala (!), och i framtiden blir skatterna här i Finland så -stora, att man icke kommer att orka med dem. Bäst att sätta penningpungen i säkerhet Som synes är hela vår Sverigelängtan humbug. Kanske det finns några ärliga. Hos de flesta är det nog ålänningarnas två grundegenskaper: fegheten och snikenheten, som gör sig gällande, det framgår av de två motiven för “återförenandet”, som man alltid hör upprepas.

### Sammanställning av insamlingen
Den 29 december träffades insamlarna och övriga intresserade, ca. 300 personer på Folkhögskolan i Finström. Där utsåg man den åländska deputationen, som förde över namninsamlingen till den svenska kungen Gustav V.

## "95–96%" av Ålands befolkning ville höra till Sverige
Den höga procenten användes vid många tillfällen för att bevisa att ålänningarna ville höra till Sverige. Johannes Eriksson nämner det i sin dagbok och Ålandstidningen skrev om det i mars 1918. Sverige insåg att det var betydligt lägre trovärdighet i en namninsamling än en folkomröstning och låg på Finland att få genomföra en sådan. Sverige visste också att de hade ett bra läge när Ålands enda tidning var i Ålandsrörelsens händer. Finland vägrade dock att låta ålänningarna göra en folkomröstning.
Namnsamlingen var öppen för alla ålänningar som var myndiga (myndighetsåldern var 21 år) och hemmavarande på Åland. Vid den tidpunkten fanns det 13 777 ålänningar som uppfyllde det kriteriet. Det fanns 7 136 namnunderskrifter i namninsamlingen julhelgen 1917. Det ger en procent på 51,8 %, med andra ord mycket långt från de 95-96 % som Ålandsrörelsen och svenskarna använde sig av i olika officiella sammanhang. När dessutom flera namnlistor uppenbarligen har haft personer som har skrivit under flera personers namn, så är frågeställningen om det ens var 50 % som skrev under julhelgen 1917. Än märkligare är att det var tre kommuner som inte alls skrev under namninsamlingen, Brändö, Kumlinge och Kökar. De två förstnämnda kommunerna gjorde det visserligen två–tre månader senare med motiveringen att de inte vill bli avskiljda från resten av Åland och deras underskrifter kompletterade senare kungens namninsamling.
Gyrid Högman bevisade redan 1981 att det inte kunde vara mera än 58 % och på senare tid har Mats Adamczak visat att det kunde ha varit maximalt 51,8 % namnteckningar. Skillnaden i deras sätt att räkna är att Högman använde tjugofyraårsgränsen som var gränsen för att få rösta i det finska riksdagsvalet och inte den korrekta 21 år som var myndighetsåldern.
Trots detta har siffran 95 % länge använts i olika officiella sammanhang.